# Élections législatives danoises de 2022
Les élections législatives danoises de 2022 ont lieu le 1er novembre 2022 afin de renouveler pour quatre ans les 179 membres du Folketing, le parlement danois.
Initialement prévues pour juin 2023, les élections sont organisées de manière anticipée en raison du retrait du soutien du Parti social-libéral au gouvernement minoritaire de la Première ministre Mette Frederiksen, dans le cadre de l'« affaire des visons ».
Le parti Social-démocratie de Frederiksen connait ses meilleurs résultats depuis deux décennies, mais le cumul des forces de gauche connait un léger recul l'amenant tout juste au-dessus de la majorité absolue des sièges. Le Parti libéral, principale force d'opposition à droite, connait un net recul dans le contexte d'une scission de son aile centriste, l'ancien Premier ministre Lars Løkke Rasmussen l'ayant quitté pour former les Modérés. Le scrutin voit par ailleurs l'effondrement du Parti populaire danois, confirmant la recomposition de l'extrême droite amorcée lors du précédent scrutin.
Dans la continuité de son discours de campagne, la Première ministre sortante forme un large gouvernement de coalition réunissant Social-démocratie, les Modérés et le Parti libéral.

## Contexte

### Élections législatives de 2019

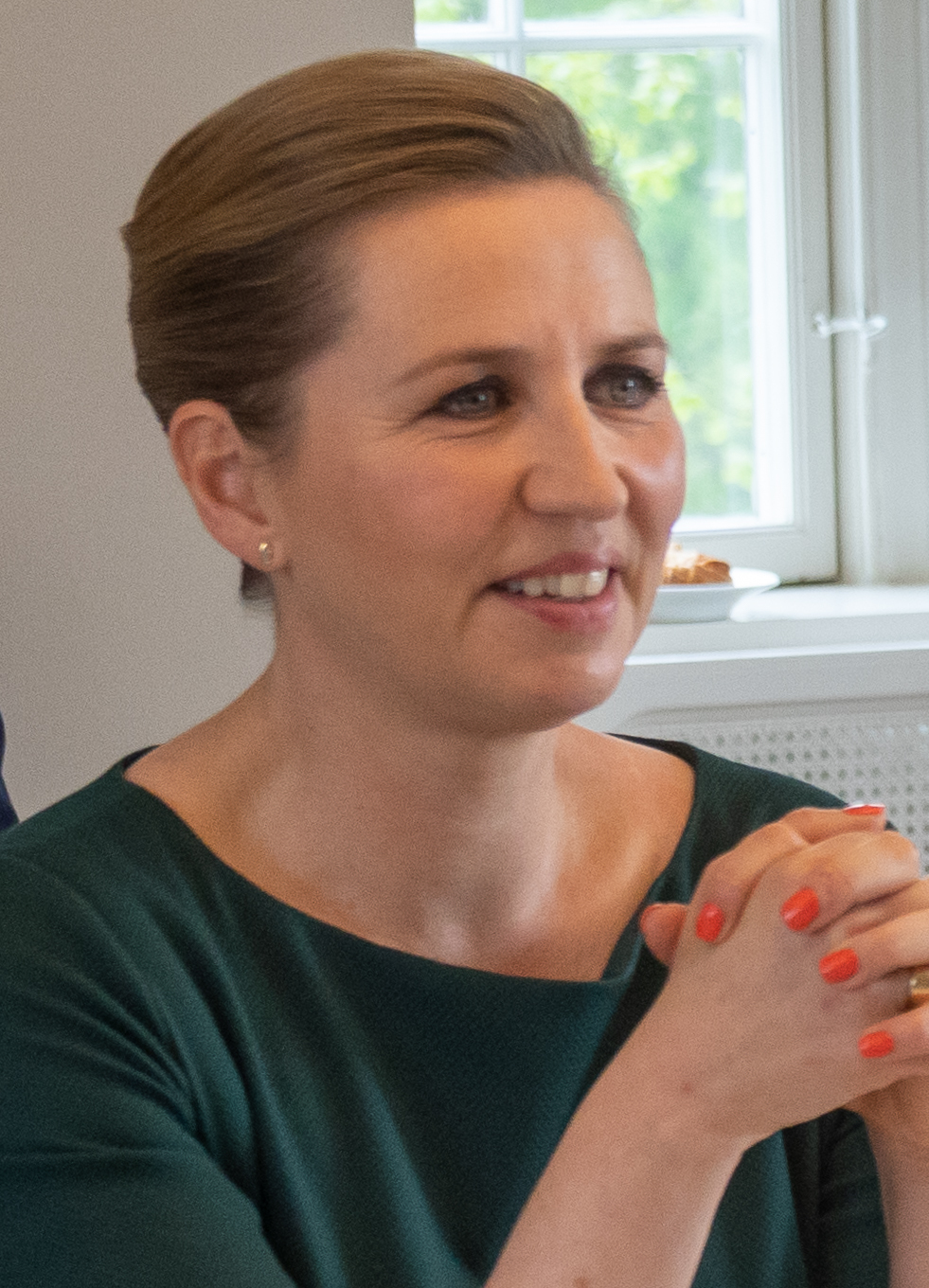
Mette Frederiksen en 2021

Les élections législatives de juin 2019 sont remportées par le principal parti d'opposition, Social-démocratie, qui conserve la première place. Si le Parti libéral du Premier ministre sortant Lars Løkke Rasmussen progresse de la troisième à la seconde place et totalise un quart des sièges, le rapport de force général est renversé au profit des partis de gauche du « Bloc rouge », qui remporte la majorité absolue au Parlement face au « Bloc bleu » des partis de droite.
Les élections de 2019 sont par ailleurs marquées par l'effondrement du Parti populaire danois. Celui-ci est ainsi jugé « victime de son succès » du fait de sa « victoire idéologique », ses positions anti-immigrationnistes ayant été adoptées par une large part de la classe politique danoise, menant à un virage à droite sur le sujet par le principal parti de gauche, Social démocratie, et à l'apparition d'une concurrence sur sa droite de la part de La Nouvelle Droite et Ligne dure, des petits partis d’extrême droite aux positions plus extrêmes encore sur l'immigration,,. La dirigeante de Social-démocratie, Mette Frederiksen, mène ainsi une campagne alignée sur des positions à gauche sur l'économie et à droite sur l'immigration,
En position de force à l'issue du scrutin, Mette Frederiksen choisit de ne pas former un gouvernement de coalition, préférant la constitution le 27 juin 2019 d'un gouvernement minoritaire composé uniquement de Social-démocratie, avec le soutien sans participation du Parti social-libéral, du Parti populaire socialiste et de la Liste de l'unité.
La défaite du Parti libéral provoque des tensions internes  qui finissent par pousser Lars Løkke Rasmussen à démissionner de la présidence du parti fin août 2019. L'ancien ministre de l'Environnement, Jakob Ellemann-Jensen, est élu pour lui succéder le 21 septembre 2019 en l'absence d'opposants. Par la suite, Løkke Rasmussen fonde son propre parti, les « Modérés ». Le Parti libéral est durement affecté par cette crise interne : dans un sondage Gallup organisé en octobre 2022, il est ainsi donné à 13,2 % d'intentions de vote, soit une chute de dix points de pourcentage, tandis que les Modérés y sont crédités de 6,1 %.

### Affaire des visons

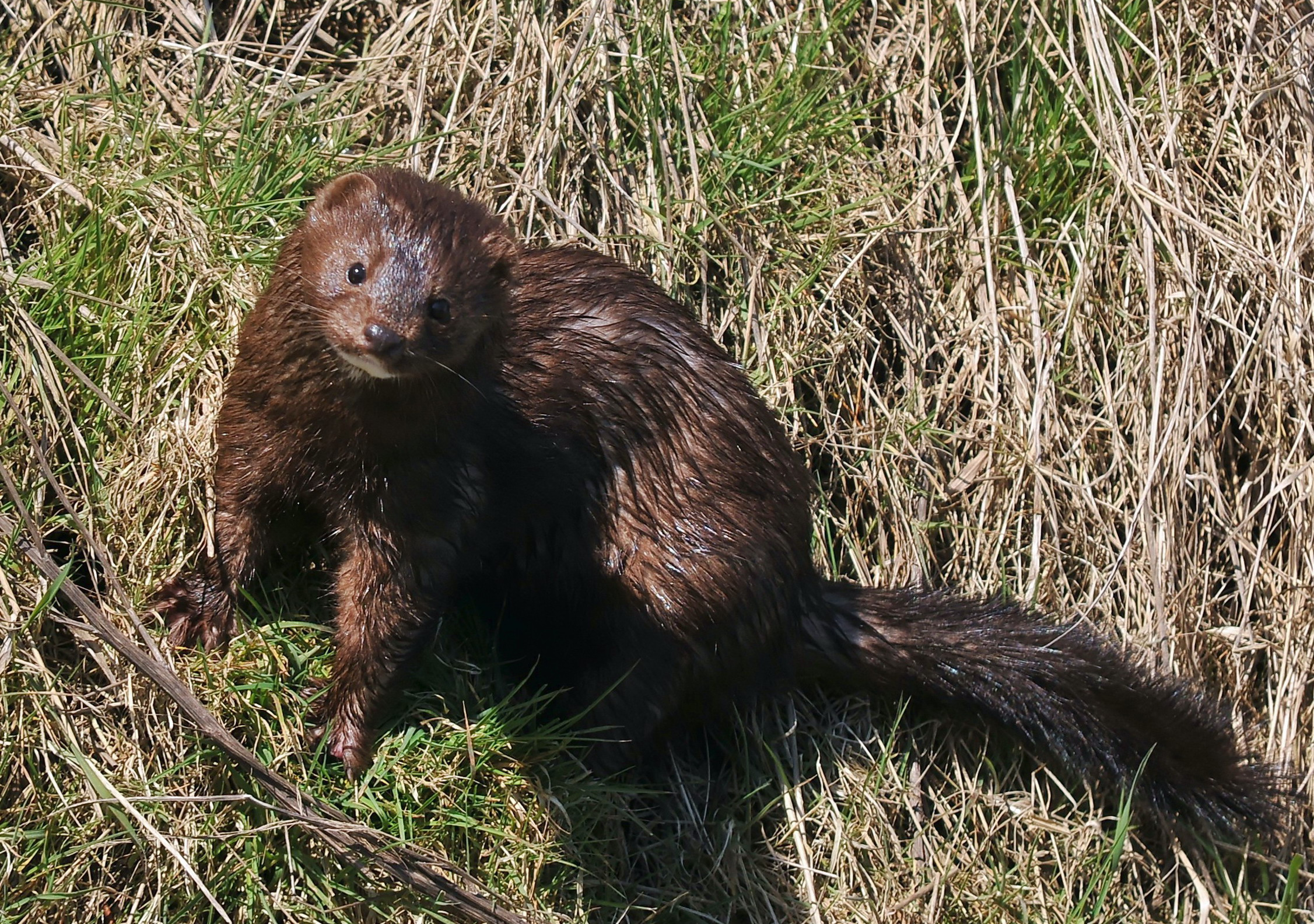
Vison d'Amérique, l'espèce utilisée pour l'élevage.

Le pays est touché à partir de février 2020 par la pandémie de Covid-19. Si la bonne gestion de la pandémie par le gouvernement Mette Frederiksen est saluée, celle ci est à l'origine courant 2020 de l'« affaire des visons » qui aboutit fin 2022 à la convocation d'élections anticipées.
Confrontée à l'apparition de variants du SARS-CoV-2, la communauté scientifique soupçonne le vison d'être un porteur sain constituant un réservoir épidémiologique pouvant favoriser la propagation à l'Humain de variants résistants aux vaccins. Une telle éventualité rendrait alors inefficace la politique sanitaire mondiale basée sur la vaccination,. Cette possibilité est prise très au sérieux par les autorités danoises, le pays constituant alors le premier exportateur mondial de vison. Appliquant le principe de précaution, Mette Frederiksen ordonne en novembre 2020 leur abattage complet, soit un total de plus de quinze millions d'animaux.
L'affaire des visons éclate deux semaines plus tard, lorsqu'il apparait que le gouvernement ne disposait en fait d'aucune base légale pour imposer cet abattage aux éleveurs. Le ministre de l'Agriculture, Mogens Jensen, présente ses excuses et démissionne le 19 novembre,. La Première ministre conserve une bonne popularité, mais ce scandale juridique la poursuit pendant plus d'un an avant d'être remis sur le devant de la scène par le rapport d'une commission parlementaire en juin 2022. Si cette dernière reconnait que Frederiksen n'a pas délibérément enfreint la loi, son rapport conclut néanmoins à l'absence de justification légale à l’abattage massif en des termes très critiques envers le gouvernement, accusé de s'être « grossièrement trompé » sur cette question. Fragilisée, la Première ministre voit le Parti social-libéral lui retirer son soutien, ce qui permet à l'opposition de disposer de la majorité absolue au Folketing. Devant la perspective de l'adoption d'une motion de censure programmée pour le 6 octobre 2022, elle décide la veille de convoquer des élections anticipées pour le 1er novembre suivant,,.

### Poursuite de la recomposition de l’extrême droite
Les résultats en nette baisse du Parti populaire danois (DF) aux législatives se voient confirmés par des échecs répétés aux élections municipales et régionales de 2021. Son président, Kristian Thulesen Dahl, annonce sa démission dans la foulée. Morten Messerschmidt lui succède mais est rapidement contesté au sein de sa propre formation politique en raison d'une affaire judiciaire concernant une éventuelle fraude aux fonds européens, ainsi que pour une centralisation du pouvoir au sein du parti jugée trop importante. Au 6 octobre 2022, le DF est donné à 2,1 % d'intentions de vote dans un sondage.
En parallèle, Inger Støjberg fait la Une de l'actualité en décembre 2021 en raison de sa condamnation à 60 jours de prison par un tribunal spécial. En tant que ministre de l'Immigration dans le gouvernement libéral sortant lors de la crise migratoire de 2015, Støjberg avait en effet ordonné la séparation des couples mariés de migrants lorsqu'un des époux a moins de 18 ans, l'âge légal pour se marier au Danemark. Quelques jours plus tard, le Folketing vote la levée de son immunité parlementaire, seuls les députés du Parti populaire danois, de La Nouvelle Droite et quelques députés libéraux s'y opposant.
Après avoir purgé sa peine, Støjberg fonde le 23 juin 2022 son propre parti, les Démocrates danois (Æ), qui vise à mettre en place des politiques migratoires plus strictes, combattre "l'islamisation du Danemark", "maintenir le modèle social danois" et "protéger les entreprises danoises contre la concurrence internationale et les normes européennes". Le nouveau parti monte rapidement dans les sondages d'intentions de vote — où il est donné à plus de 10 % d'intentions de vote dans trois sondages différents quelques semaines après sa fondation —, et trouve écho au sein du Parlement, où huit députés le rejoignent quelques mois après. Les Démocrates danois acquièrent par ailleurs une représentation dans neuf municipalités,,,.

## Système électoral

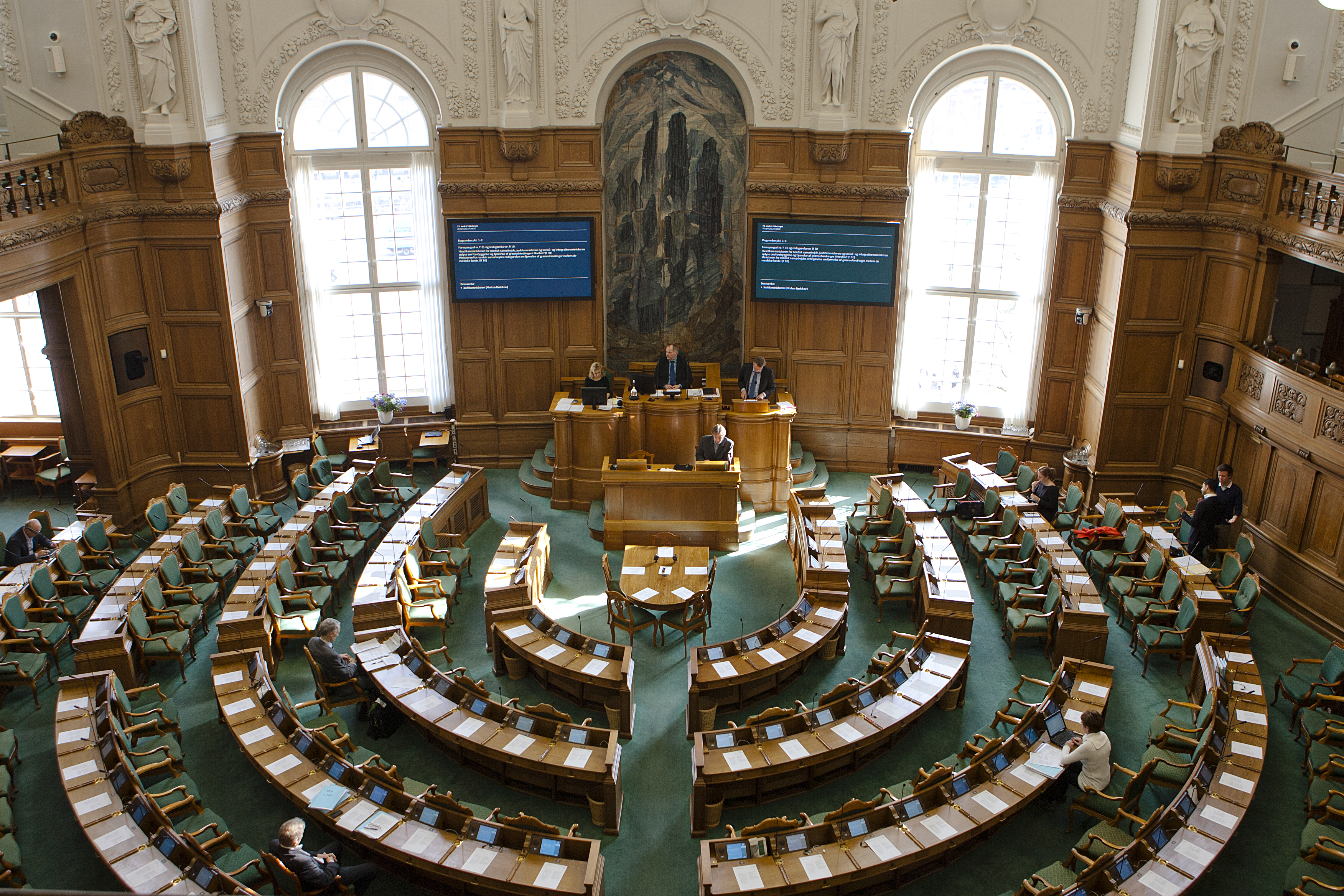
Hémicycle du Folketing au château de Christiansborg.

Le Danemark est doté d'un parlement unicaméral, le Folketing, dont les 179 sièges sont pourvus pour quatre ans au scrutin proportionnel plurinominal dans le cadre d'un système mixte associant des circonscriptions régionales et une répartition par compensation au niveau national avec seuil électoral de 2 %.
135 sièges sont ainsi répartis dans 10 circonscriptions régionales pour y être pourvus à la proportionnelle avec listes ouvertes selon une version modifiée de la méthode de Sainte-Laguë et à l'aide du quota de Hare. Les électeurs ont la possibilité de voter pour un parti, ou d'effectuer un vote préférentiel directement pour un candidat figurant dans la liste d'un parti. Auquel cas le vote pour le candidat compte pour un vote pour la liste du parti, et lui permet également de faire monter sa place dans celle-ci. Après décompte des suffrages, les sièges sont répartis dans chaque circonscription aux candidats des différents partis dans l'ordre de leur position dans la liste, en prenant compte des votes préférentiels. Les partis peuvent néanmoins forcer une répartition selon l'ordre prédéterminé de leurs listes, en le déclarant au préalable.
À ces 135 sièges s'ajoutent 40 autres destinés à lisser un éventuel décalage entre la part des voix des partis et leurs parts de sièges, afin d'atteindre une meilleure représentativité de l'électorat. Les sièges sont ainsi répartis en priorité aux listes ayant recueilli plus de 2 % des suffrages exprimés et dont la part des sièges est inférieure à celle des voix. Enfin, aux 175 sièges élus dans le Danemark proprement dit s'ajoutent deux sièges pour les Îles Féroé et deux autres pour le Groenland.
Pour pouvoir participer au scrutin, un nouveau parti doit recueillir le soutien d'un nombre d'électeurs au moins égal à 1/175e du total des votes valides exprimés lors des précédentes élections. En 2022, ce chiffre équivaut ainsi à 20 182 déclarations de soutien. Trois nouveaux partis parviennent à réunir ce montant, et deviennent éligibles aux élections.

## Forces en présence
|            | Social-démocratie Socialdemokratiet (A)                      | Centre gauche Social-démocratie | Mette Frederiksen      | 25,90 % des voix 47 sièges |
|            | Parti libéral Venstre, Danmarks Liberale Parti (V)           | Centre droit Libéral-conservatisme, libéralisme économique, agrarisme                                                                      | Jakob Ellemann-Jensen  | 23,39 % des voix 43 sièges |
|            | Parti populaire danois Dansk Folkeparti (O)                  | Droite à extrême droite National-conservatisme, conservatisme social, euroscepticisme                                                      | Morten Messerschmidt   | 8,74 % des voix 16 sièges  |
|            | Parti social-libéral Radikale Venstre (B)                    | Centre à centre gauche Social-libéralisme, fédéralisme européen, radicalisme                                                               | Sofie Carsten Nielsen  | 8,63 % des voix 16 sièges  |
|            | Parti populaire socialiste Socialistisk Folkeparti (F)       | Gauche Socialisme, écologisme, féminisme                                                                                                   | Pia Olsen Dyhr         | 7,71 % des voix 14 sièges  |
|            | Liste de l'unité Enhedslisten (Ø)                            | Gauche à extrême gauche Socialisme démocratique, euroscepticisme, anticapitalisme                                                          | Direction collective   | 6,94 % des voix 13 sièges  |
|            | Parti populaire conservateur Det Konservative Folkeparti (C) | Droite Conservatisme, conservatisme sociétal                                                                                               | Søren Pape Poulsen     | 6,62 % des voix 12 sièges  |
|            | L'Alternative Alternativet (Å)                               | Centre gauche Écologie politique, europhilie                                                                                               | Franciska Rosenkilde   | 2,95 % des voix 5 sièges   |
|            | La Nouvelle Droite Nye Borgerlige (D)                        | Droite à extrême droite National-conservatisme, libertarianisme, anti-immigration, anti-islam                                              | Pernille Vermund       | 2,36 % des voix 4 sièges   |
|            | Alliance libérale Liberal Alliance (I)                       | Centre droit à droite Libéralisme, libertarianisme                                                                                         | Alex Vanopslagh        | 2,33 % des voix 4 sièges   |
|            | Modérés Moderaterne (M)                                      | Centre à centre droit Social-libéralisme, fédéralisme européen, libéralisme économique                                                     | Lars Løkke Rasmussen   | Nouveau                    |
|            | Démocrates danois Danmarksdemokraterne (Æ)                   | Droite à extrême droite Nationalisme danois, anti-immigration, euroscepticisme, social-démocratie, protectionnisme, conservatisme sociétal | Inger Støjberg         | Nouveau                    |
| Groenland  |                                                              | |                        |                            |
|            | Inuit Ataqatigiit (IA)                                       | Gauche Indépendantisme, socialisme démocratique                                                                                            | Múte Bourup Egede      | 34,35 % des voix 1 siège   |
|            | Siumut (S)                                                   | Centre gauche Indépendantisme, social-démocratie                                                                                           | Erik Jensen            | 30,33 % des voix 1 siège   |
|            | Les Démocrates Demokraatit (D)                               | Centre Unionisme, social-libéralisme | Jens Frederik Nielsen  | 11,30 % des voix 0 sièges  |
|            | Nunatta Qitornai (NQ)                                        | Centre gauche Indépendantisme, décentralisation                                                                                            | Vittus Qujaukitsoq     | 8,11 % des voix 0 sièges   |
|            | Partii Naleraq (PN)                                          | Centre Indépendantisme, populisme | Pele Broberg           | 7,82 % des voix 0 sièges   |
|            | Atassut (A)                                                  | Centre droit Unionisme, libéral-conservatisme                                                                                              | Aqqalu Jerimiassen     | 5,49 % des voix 0 sièges   |
| Îles Féroé |                                                              | |                        |                            |
|            | Parti de l'union Sambandsflokkurin (B)                       | Centre droit Libéralisme, unionisme danois                                                                                                 | Bárður á Steig Nielsen | 28,32 % des voix 1 siège   |
|            | Parti social-démocrate Javnaðarflokkurin (C)                 | Centre gauche Social-démocratie, unionisme danois                                                                                          | Aksel V. Johannesen    | 25,55 % des voix 1 siège   |
|            | Parti du peuple Hin føroyski fólkaflokkurin (A)              | Centre droit Indépendantisme féroïen, libéral-conservatisme                                                                                | Jørgen Niclasen        | 23,79 % des voix 0 sièges  |
|            | République Tjóðveldi (E)                                     | Centre gauche Indépendantisme féroïen, socialisme démocratique                                                                             | Høgni Hoydal           | 18,60 % des voix 0 sièges  |

## Campagne
La détérioration du système de santé devient l'un des principaux thèmes de la campagne électorale. Le nombre d’infirmiers des hôpitaux publics a baissé de 6 % entre 2021 et 2022 en raison des conditions de travail difficiles et des salaires peu élevés. Cette situation amène des services entiers des hôpitaux à fermer, conduisant à une forte dégradation de la prise en charge des patients.
Les Sociaux-démocrates de la Première ministre sortante font une campagne tournée vers le centre. Ils proposent notamment une taxe carbone sur l’agriculture et une hausse des salaires dans le secteur public. Plus à gauche, le Parti populaire socialiste et la Liste de l'unité insistent en particulier sur la protection de la biodiversité et des mesures pour l’aide à l’enfance et aux plus vulnérables.
À droite, le Parti libéral et le Parti populaire conservateur font campagne sur les baisses d’impôts et le renforcement du système de santé. Les Modérés, scission du Parti libéral fondés par l'ancien premier ministre Lars Løkke Rasmussen, veulent notamment réformer le système de soins et les retraites pour s’orienter vers un système par capitalisation.
Alors qu'aucun des deux blocs ne semble en mesure d'obtenir une majorité à l'issue des élections, les sociaux-démocrates proposent de créer une large coalition gouvernementale. Conduite par Søren Pape Poulsen (conservateur) et Jakob Ellemann-Jensen (libéral), qui convoitent tous deux le poste de premier ministre, la droite rejette cette idée.
Le thème de l'immigration occupe une place centrale dans la campagne, bien qu'il fasse consensus auprès des principaux partis. Tous refusent de faire du pays une terre d'asile et veulent externaliser la procédure d'asile danoise au Rwanda, une politique dénoncée par les associations de défense des droits humains. Le Danemark multiplie depuis plusieurs années les législations visant à compliquer la vie des étrangers, même ceux qui y sont nés, et à rendre la naturalisation difficile. Cette politique rencontre l'opposition du patronat, qui réclame un assouplissement de ces règles face au manque de main d’œuvre dans certains secteurs. Un sondage de la chaîne de télévision TV2 ne donne cependant le thème de l'immigration qu'en cinquième position des préoccupations des électeurs après le système de santé, l’économie, l’environnement et la politique étrangère, et à égalité avec la politique énergétique et l'éducation. Les débats concernent par ailleurs le coût de la vie —  dans le contexte d'une inflation à 11 % —, la détérioration du système de santé et la question énergétique. Dans le contexte de la guerre en Ukraine, les grands partis défendent également tous une hausse des dépenses militaires.

## Résultats

### Danemark
|                          |                                  |                       |                       |                       |        |               |  |  |  |  |  |  |  |  |
| Parti                    | Parti                            | Votes                 | %                     | +/-                   | Sièges | +/-           |  |  |  |  |  |  |  |  |
|                          | Social-démocratie (A)            | 971 995               | 27,50                 | 1,60                  | 50     | 2             |  |  |  |  |  |  |  |  |
|                          | Parti libéral (V)                | 470 546               | 13,32                 | 10,07                 | 23     | 20            |  |  |  |  |  |  |  |  |
|                          | Modérés (M)                      | 327 699               | 9,27                  | Nv.                   | 16     | 16            |  |  |  |  |  |  |  |  |
|                          | Parti populaire socialiste (F)   | 293 186               | 8,30                  | 0,59                  | 15     | 1             |  |  |  |  |  |  |  |  |
|                          | Démocrates danois (Æ)            | 286 796               | 8,12                  | Nv.                   | 14     | 14            |  |  |  |  |  |  |  |  |
|                          | Alliance libérale (I)            | 278 656               | 7,89                  | 5,56                  | 14     | 10            |  |  |  |  |  |  |  |  |
|                          | Parti populaire conservateur (C) | 194 820               | 5,51                  | 1,11                  | 10     | 2             |  |  |  |  |  |  |  |  |
|                          | Liste de l'unité (Ø)             | 181 452               | 5,13                  | 1,81                  | 9      | 4             |  |  |  |  |  |  |  |  |
|                          | Parti social-libéral danois (B)  | 133 931               | 3,79                  | 4,84                  | 7      | 9             |  |  |  |  |  |  |  |  |
|                          | La Nouvelle Droite (D)           | 129 524               | 3,67                  | 1,31                  | 6      | 2             |  |  |  |  |  |  |  |  |
|                          | L'Alternative (Å)                | 117 567               | 3,33                  | 0,38                  | 6      | 1             |  |  |  |  |  |  |  |  |
|                          | Parti populaire danois (O)       | 93 428                | 2,64                  | 6,10                  | 5      | 11            |  |  |  |  |  |  |  |  |
|                          | Verts Indépendants (Q)           | 31 787                | 0,90                  | Nv.                   | 0      | en stagnation |  |  |  |  |  |  |  |  |
|                          | Chrétiens démocrates (K)         | 18 276                | 0,52                  | 1,21                  | 0      | en stagnation |  |  |  |  |  |  |  |  |
|                          | Indépendants                     | 4 288                 | 0,12                  | 0,04                  | 0      | en stagnation |  |  |  |  |  |  |  |  |
|                          | Sièges du Groenland              | Sièges du Groenland   | Sièges du Groenland   | Sièges du Groenland   | 2      | en stagnation |  |  |  |  |  |  |  |  |
|                          | Sièges des îles Féroé            | Sièges des îles Féroé | Sièges des îles Féroé | Sièges des îles Féroé | 2      | en stagnation |  |  |  |  |  |  |  |  |
|                          |                                  |                       |                       |                       |        |               |  |  |  |  |  |  |  |  |
| Votes valides            | Votes valides                    | 3 533 951             | 98,36                 |                       |        |               |  |  |  |  |  |  |  |  |
| Votes blancs             | Votes blancs                     | 46 272                | 1,29                  |                       |        |               |  |  |  |  |  |  |  |  |
| Votes nuls               | Votes nuls                       | 12 599                | 0,35                  |                       |        |               |  |  |  |  |  |  |  |  |
| Total                    | Total                            | 3 592 822             | 100                   | –                     | 179    | en stagnation |  |  |  |  |  |  |  |  |
| Abstentions              | Abstentions                      | 676 226               | 15,84                 |                       |        |               |  |  |  |  |  |  |  |  |
| Inscrits / participation | Inscrits / participation         | 4 269 048             | 84,16                 |                       |        |               |  |  |  |  |  |  |  |  |

#### Résultats par blocs (Danemark seulement)
| Parti                    | Parti                        | Votes  | %     | +/-  | Sièges | +/-           |  |
| ------------------------ | ---------------------------- | ------ | ----- | ---- | ------ | ------------- |  |
|                          | Siumut (S)                   | 7 424  | 38,58 | 8,25 | 1      | en stagnation |  |
|                          | Inuit Ataqatigiit (IA)       | 4 852  | 25,21 | 9,14 | 1      | en stagnation |  |
|                          | Les Démocrates (D)           | 3 656  | 19,00 | 7,70 | 0      | en stagnation |  |
|                          | Partii Naleraq (N)           | 2 416  | 12,55 | 4,73 | 0      | en stagnation |  |
|                          | Atassut (A)                  | 720    | 3,74  | 1,75 | 0      | en stagnation |  |
|                          | Parti de la Coopération (SA) | 176    | 0,91  | 1,68 | 0      | en stagnation |  |
|                          |                              |        |       |      |        |               |  |
| Votes valides            | Votes valides                | 19 244 | 97,52 |      |        |               |  |
| Votes blancs             | Votes blancs                 | 293    | 1,48  |      |        |               |  |
| Votes nuls               | Votes nuls                   | 197    | 1,00  |      |        |               |  |
| Total                    | Total                        | 19 734 | 100   | –    | 2      | en stagnation |  |
| Abstentions              | Abstentions                  | 21 571 | 52,22 |      |        |               |  |
| Inscrits / participation | Inscrits / participation     | 41 305 | 47,78 |      |        |               |  |

| Parti                    | Parti                      | Votes  | %     | +/-  | Sièges | +/-           |  |
| ------------------------ | -------------------------- | ------ | ----- | ---- | ------ | ------------- |  |
|                          | Parti de l'union (B)       | 8 198  | 30,19 | 1,87 | 1      | en stagnation |  |
|                          | Parti social-démocrate (C) | 7 659  | 28,20 | 2,65 | 1      | en stagnation |  |
|                          | République (E)             | 4 927  | 18,14 | 0,46 | 0      | en stagnation |  |
|                          | Parti du peuple (A)        | 4 222  | 15,55 | 8,24 | 0      | en stagnation |  |
|                          | Parti du Centre (H)        | 1 217  | 4,48  | N/A  | 0      | en stagnation |  |
|                          | Progrès (F)                | 936    | 3,45  | 0,99 | 0      | en stagnation |  |
|                          |                            |        |       |      |        |               |  |
| Votes valides            | Votes valides              | 27 159 | 99,20 |      |        |               |  |
| Votes blancs             | Votes blancs               | 146    | 0,53  |      |        |               |  |
| Votes nuls               | Votes nuls                 | 73     | 0,27  |      |        |               |  |
| Total                    | Total                      | 27 378 | 100   | –    | 2      | en stagnation |  |
| Abstentions              | Abstentions                | 11 009 | 28,68 |      |        |               |  |
| Inscrits / participation | Inscrits / participation   | 38 387 | 71,32 |      |        |               |  |

### Total par blocs
Dans le seul Danemark, le Bloc de gauche manque la majorité absolue d'un seul siège (87 sur 175), mais il obtient tout juste cette majorité absolue (90 sur 179) avec les députés élus dans les autres pays constitutifs. En effet, trois des partis féroïens et groenlandais ayant remporté des sièges au Folketing sont des soutiens du Bloc rouge : le Parti social-démocrate féroïen, et les partis Inuit Ataqatigiit et Siumut du Groenland.
|       |                                       |        |               |  |  |  |  |  |  |  |  |  |  |  |
| Blocs | Blocs                                 | Sièges | +/-           |  |  |  |  |  |  |  |  |  |  |  |
|       | Bloc rouge (A, B, F, Ø, Å, JF, IA, S) | 90     | 9             |  |  |  |  |  |  |  |  |  |  |  |
|       | Bloc bleu (V, O, C, D, I, Æ, SF)      | 73     | 7             |  |  |  |  |  |  |  |  |  |  |  |
|       | Modérés (M)                           | 16     | 16            |  |  |  |  |  |  |  |  |  |  |  |
|       |                                       |        |               |  |  |  |  |  |  |  |  |  |  |  |
| Total | Total                                 | 179    | en stagnation |  |  |  |  |  |  |  |  |  |  |  |

## Analyse
La gauche enregistre un recul, mais parvient de justesse à garder la majorité absolue des sièges : grâce à l'apport des sièges du Groenland et des îles Féroé, les forces de gauche totalisent 90 sièges sur 179, soit une majorité d'un seul siège. Au sein de la gauche, le parti Social-démocratie de la Première ministre, Mette Frederiksen, obtient son meilleur résultat depuis vingt ans,,.
À l'opposé, le Parti libéral de Jakob Ellemann-Jensen connait un net recul. Victime de ses conflits internes et de la scission des Modérés de l'ancien Premier ministre Lars Løkke Rasmussen, il perd près de la moitié de ses sièges tandis que les Modérés se hissent à la troisième place pour leur première participation électorale. Ces derniers, qui n'appartiennent à aucun des deux blocs, ne parviennent cependant pas à obtenir la position de faiseur de rois espérée par leur fondateur dans le cas où aucun des deux blocs n'atteignait la majorité absolue. Mette Frederiksen s'étant déclarée favorable tout au long de la campagne à un gouvernement d'union élargi au centre, des négociations sont cependant attendues avec les Modérés, voire une partie du bloc Bleu. Jakob Ellemann-Jensen s'y déclare ouvert, tout en faisant part de son scepticisme,,.
À l'origine de la convocation des élections anticipées, le Parti social-libéral est désavoué par les électeurs et perd plus de la moitié de ses sièges, un résultat qui conduit sa dirigeante Sofie Carsten Nielsen à annoncer au lendemain du scrutin son retrait de la direction du parti. À l'inverse, l'Alliance libérale triple ses sièges et devient l'un des grands gagnants du scrutin,.
L'extrême-droite se retrouve quant à elle divisée en trois formations. Les Démocrates danois s'établissent comme la principale d'entre elles en arrivant cinquièmes, tandis que La Nouvelle Droite progresse légèrement et que le Parti populaire danois s'effondre, franchissant à peine le seuil électoral lui permettant de conserver des sièges.

## Conséquences

### Chute du gouvernement féroïen
Les propos homophobes du ministre des affaires étrangères des Îles Féroé Jenis av Rana tenues en octobre au cours de la campagne électorale danoise provoquent la tenue d'élections anticipées dans l'archipel. Au cours d'une émission de radio, le ministre déclare en effet ne pas pouvoir soutenir le dirigeant du Parti populaire conservateur, Søren Pape Poulsen, en raison de son homosexualité. Il déclare ainsi que « Le fait de vivre en tant que soi-disant homosexuel est contraire à la loi fondamentale que moi, mon parti et je pense les îles Féroé suivent ».
Les propos homophobes du ministre provoquent l'indignation et conduisent l'opposition à appeler au vote d'une motion de censure. Le 8 novembre, le Premier ministre féroïen Bárður á Steig Nielsen réagit en démettant Jenis av Rana de ses fonctions. En réponse, ce dernier annonce le retrait du Parti du centre de la coalition gouvernementale. Face à la perte de sa majorité absolue au Løgting, le Premier ministre entreprends des consultations avec les différents chefs de partis puis, le lendemain 9 novembre, annonce la convocation d'élections anticipées pour le 8 décembre,.

### Formation du gouvernement danois
Comme elle l'avait annoncée, Mette Frederiksen remet sa démission à la reine Marguerite II le 2 novembre, et reçoit dans la foulée le mandat de formatrice royale en vue de la constitution d'un gouvernement de coalition,,.
Les négociations réunissent initialement l'ensemble des partis ayant obtenus des sièges, avant le départ successifs de plusieurs formations. Les Démocrates danois et La Nouvelle Droite quittent ainsi les négociations à la mi novembre, suivis de la Liste de l'unité et de L'Alternative le 23 novembre, puis du Parti populaire conservateur le 3 décembre, et enfin du Parti social-libéral danois le 13 décembre,,
Le 13 décembre, Frederiksen annonce un accord sur un gouvernement de coalition réunissant son parti Social-démocratie, le Parti Libéral et les Modérés, qu'elle présente à la reine Margrethe II le jour même. C'est la première fois depuis 1978 qu'un gouvernement réunit Social-démocratie et le Parti Libéral. Frederiksen est reconduite au poste de Premier ministre, tandis que Jakob Elleman-Jensen devient ministre de la Défense, Lars Løkke Rasmussen devenant quant à lui ministre des Affaires étrangères,.